# Rudolf von Ems
Rudolf von Ems o Rodolf d'Ems (vers 1200 — vers 1250/54) va ser un poeta èpic medieval en alemany. Guerrer al servei dels comtes de Montfort de Suàbia, erudit coneixedor d'història i poliglota, va ser un dels autors més fecunds del segle xiii.

## Biografia
Va néixer a Ems prop de Coira, a Suïssa, al si d'una important família de la noblesa al servei dels poderosos comtes de Monfort, i va viure a Hohenems, al Vorarlberg austríac. Rudolf va estar en contacte directe amb els cercles polítics de la seva època, principalment gràcies a Konrad von Winterstetten, majordom imperial i un dels seus mecenes. Posseïa igualment una gran cultura, parlant i llegint, a més de l'alemany, el francès, el llatí i probablement l'italià, i sent un gran coneixedor d'història i de literatura. D'aquesta en va recopilar una gran quantitat d'obres originals, força de les quals avui s'han perdut però de les que se'n té coneixença precisament gràcies a ell; com Gottfried von Straßburg, per qui tenia gran estima, utilitzava la tècnica de fer digressions literàries en les que parlava d'obres de contemporanis així com de les seves pròpies.
Se suposa que va morir a Itàlia, vers el 1250 o el 1254, mentre acompanyava el rei Conrad IV d'Alemanya.

## Obra
Rudolf von Ems ha deixat una obra de més de noranta mil versos, on hi presenta amb intensitat l'ideal cortès i cavalleresc amb un fort rerefons espiritual i cristià. S'hi fa palesa, a més, la seva coneixença històrica, tot i que sovint aquesta hi apareix idealitzada, i la situació contemporània amb el naixement de la burgesia i la importància creixent de les ciutats. De les seves obres se n'han conservat Der gute Gerhard ('El bon Gerard'), Barlaam i Josafat, Alexanderroman ('Romanç d'Alexandre'), Willehalm von Orlens ('Guillem d'Orleans') i Weltchronik ('Crònica universal'). Se n'han perdut un Sant Eustaqui i possiblement una Guerra de Troia.
El bon Gerard, la seva primera obra, és una representació de la humilitat cristiana, probablement basada en una font llatina on s'hi mostra, a més, l'esclat de la noblesa, la potència de l'imperi alemany així com el paper dels representants de l'Església en la història.
Barlaam i Josafat, escrit aproximadament vers 1225/1230, prové de la traducció llatina d'una versió grega de la llegenda de la conversió d'un príncep indi al cristianisme (fent referència a Buda).
Guillem d'Orleans és la història d'amor de Guillem i Amèlia, una de les parelles d'amants més famoses de l'Edat mitjana. La font original francesa s'ha perdut.
Del seu Romanç d'Alexandre, escrit vers 1240, només se'n conserva un fragment. En 21.000 versos hi explica la creixença i les batalles d'Alexandre el Gran, on l'heroi és presentat com un model de virtut de la regla de cavalleria. Les fonts per a aquest treball van ser principalment la Historia de preliis i la Historiae Alexandri Magni de Quint Curci Ruf.
La Crònica universal (Weltchronik) va ser un encàrrec del rei Conrad IV i una de les obres més llegides de l'Edat mitjana. Narra, com a complement de la Bíblia, de la Historia scholastica de Petrus Comestor i del Panteó de Gottfried von Viterbo, la història dels hebreus des de la creació fins a la mort del Rei Salomó, amb la intenció, entre d'altres, de legitimar el govern de la Dinastia Hohenstaufen. Cap al segle xiv, aquesta obra es va fondre amb la Christherre-Chronik (o 'Crònica de Crist Nostre Senyor', també coneguda com a Crònica universal de Turíngia), una altra 'història del món' contemporània de la de Rudolf von Ems, per a donar lloc a la grandiosa Weltchronik atribuïda a Heinrich von München.